# تيولي
 تيولي، هي جماعة قروية تابعة لإقليم جرادة ضمن الجهة الشرقية بالمغرب. بلغ مجموع عدد سكان  تيولي حسب إحصاءات 2004 حوالي 6317 نسمة من بينهم 104 أجنبي يعيشون في 1019 أسرة.دواوير الجماعة